# ロイシン-2,3-アミノムターゼ
ロイシン-2,3-アミノムターゼ(Leucine 2,3-aminomutase、EC 5.4.3.7)は、以下の化学反応を触媒する酵素である。
(2S)-α-ロイシン{\displaystyle \rightleftharpoons }(3R)-β-ロイシン
従って、この酵素の基質は(2S)-α-ロイシンのみ、生成物は(3R)-β-ロイシンのみである。
この酵素は異性化酵素、特にアミノ基を転移する分子内転移酵素に分類される。系統名は、(2S)-α-ロイシン 2,3-アミノムターゼ((2S)-alpha-leucine 2,3-aminomutase)である。この酵素は、バリン、ロイシン、イソロイシンの分解に関与する。補因子として、コバミドを必要とする。